# Liste der Fahrplanfelder
Dieser Artikel listet alle Fahrplanfelder im Eisenbahnteil des schweizerischen Kursbuches. Die letzte grössere Änderung der Fahrplanfeldnummern war 1982 mit Einführung des Taktfahrplans, als zugleich alle Linien eine dreistellige Nummer erhielten. Danach gab es nur noch vereinzelte Anpassungen. Das wohl am häufigsten geänderte Fahrplanfeld war das der Gotthardlinie, welches schon mehrmals in 600 und 601 aufgeteilt und wieder zusammengeführt wurde. Die Felder basieren, wenn nicht anders vermerkt, auf dem Kursbuch der Ausgabe 2022.
| Inhaltsübersicht |
| --- |
| 1 Aufbau eines Fahrplanfelds |
| 1.1 Nummerierung |
| 2 Liste der Fahrplanfelder |
| 2.1 Fahrplanfelder 100… 2.2 Fahrplanfelder 200… 2.3 Fahrplanfelder 300… 2.4 Fahrplanfelder 400… 2.5 Fahrplanfelder 500… 2.6 Fahrplanfelder 600… 2.7 Fahrplanfelder 700… 2.8 Fahrplanfelder 800… 2.9 Fahrplanfelder 900… 2.10 Eingestellte Linien |
| 3 Anmerkungen |
| 4 Siehe auch |
| 5 Weblinks |
| 6 Einzelnachweise |

## Aufbau eines Fahrplanfelds
Ein Fahrplanfeld zeigt die Verkehrszeiten aller Züge zwischen zwei Knotenbahnhöfen. Das heisst, die meisten Fernverkehrszüge verkehren über mehrere Fahrplanfelder, ebenfalls oft auch die Regionalzüge. Dadurch unterscheiden sich die Fahrplanfelder auch von den Kursbuchstrecken der Deutschen Bahn, denn da ist der Fokus mehr auf die auf den Strecken verkehrenden Züge gelegt. Weil die meisten Züge über das Feld hinaus verkehren, sind Kopf- und Fusszeilen vorhanden, welche die wichtigsten Direktverbindungen anzeigen. Bei dichten Takt- oder Haltestellenfrequenzen sind für Nahverkehrsverbindungen oft eigene Fahrplanfelder vorgesehen, dies ist aber immer im Fernverkehrsfahrplanfeld vermerkt.
So ist beispielsweise die Strecke Bern–Zürich, auf welcher Nonstopzüge verkehren, auf die Fahrplanfelder 450 (Bern–Olten) und 650 (Olten–Zürich) aufgeteilt, wobei in beiden Kursfeldern die zwei möglichen Fahrwege der Fernverkehrszüge berücksichtigt sind.

### Nummerierung
Die Nummerierung läuft nach Möglichkeit von West nach Ost und von Nord nach Süd.
Es gibt folgende Nummernblöcke (Stand 2022):
- Bahnen: 100 bis 960
- Alpen-Autozüge: 1975 bis 1985
- Seilbahnen: 2003 bis 2995
- Schiffe: 3100 bis 3901
- Fernbusse: 07.061 bis 07.062
- Autobusse: 10.001 bis 94.218 nach Regionen und Linien-Nummer (bis 2007 100.10 bis 960.85, Lokal- und Stadtnetze 991.01 bis 994.212)

Die wichtigsten Fernverkehrsachsen erhielten die 100er- und 50er-Nummern, die 100er in Nord-Süd-Richtung und die 50er in West-Ost-Richtung. Daran anschliessend sind die 10er-Nummern auf die anderen wichtigen Linien verteilt worden. Die 1er- bis 9er-Nummern wurden dann für die an diese Linien anschliessenden Nahverkehrs- und Nebenlinien benutzt.
Wenn ein Fahrplanfeld aus irgendeinem Grund aufgeteilt werden muss (z. B. Gotthard oder S-Bahn Bern), erhält das Feld eine XXX.Y-Nummer.
Da die Fahrpläne der ausländischen Bahnen zum Zeitpunkt der Drucklegung des Kursbuches meist erst unvollständig vorhanden waren, wurden diese in einen separaten Band ausgelagert, schliesslich sogar in vier Broschüren verteilt, die nicht immer gleichzeitig erscheinen und teilweise auch nicht ein ganzes Jahr gültig sind (z. B. 10. Dezember 2006 bis 7. Juli 2007 für die Broschüre Frankreich usw.). Die Einteilung basiert auf den vier grossen Nachbarländern:
- Felder 41XX und 51XX Frankreich, Belgien, Luxemburg, Spanien, London
- Felder 42XX und 52XX Deutschland, Niederlande
- Felder 43XX und 53XX Österreich, Mitteleuropa
- Felder 44XX und 54XX Italien

Die Buslinien wurden per 2017/18 in 20 Regionen eingeteilt, von 10 «Waadt ohne Chablais» bis 94 «Tirol», dahinter wird – soweit vorhanden – die übliche Liniennummer verwendet. Die ZVV-Buslinie 950 ist dann z. B. als 70.950 eingereiht.
Mit diesem neuen System (2007) wurde das bisherige Nummerierungssystem aufgegeben mit einer XXX.YY-Nummer, wobei die Zahl vor dem Punkt in der Regel die Fahrplanfeldnummer des wichtigsten Umsteigebahnhofes sein sollte. Die beiden Ziffern hinter dem Punkt wurden nach Bedarf vergeben, wobei versucht wurde, dass 10er-Busfahrplannummern vom gleichen Bahnhof starten.

## Liste der Fahrplanfelder
Bei den vor 1982 verwendeten Nummern, die in runden Klammern gesetzt sind, stimmen die Strecken nicht mehr vollständig mit der heutigen Nummerierung überein. Felder, die sich über mehrere heutige erstrecken, sind nicht gekennzeichnet. Wenn nichts vermerkt, stammen die Angaben aus dem Winterkursbuch 1981/82. Die Angaben aus 1981/82 müssen nicht mit früheren Kursbüchern übereinstimmen, so führt der Bürkli – Schweizer Kursbuch Sommer 1948 zum Beispiel die Nummern 35a für die Linie Aigle–Leysin statt 24c, 27a für Aigle–Ollon–Monthey–Champéry statt 24b.
| Fahrplanfeld          | vor 1982           | Strecke                                                                                       | Infrastruktur- betreiberin       | Verkehrsunternehmen                                  | Bemerkungen |
| --------------------- | ------------------ | --------------------------------------------------------------------------------------------- | -------------------------------- | ---------------------------------------------------- | --- |
| Fahrplanfelder 100…   |                    |                                                                                               |                                  |                                                      | |
| 100                   | 20                 | Lausanne–Sion–Brig R 1 – R 4                                                                  | SBB                              | SBB / Regionalps                                     | RER Vaud, Simplonlinie |
| 101                   | 5                  | Lausanne-Flon–Echallens–Bercher                                                               | LEB =                            | Chemin de fer Lausanne-Echallens-Bercher             | |
| 103 (bis 2006)        | 8                  | Ouchy–Gare CFF–Lausanne-Flon M 2                                                              | LO =                             | Lausanne-Ouchy                                       | seit 2020 Teil von Fahrplanfeld 204 |
| 104 (bis 2006)        | 8                  | Gare CFF–Lausanne-Flon M 2                                                                    | LO =                             | Lausanne-Ouchy                                       | seit 2020 Teil von Fahrplanfeld 204 |
| 111 (bis 2024)        | 21                 | Vevey–Puidoux-Chexbres R 7                                                                    | SBB                              | SBB                                                  | RER Vaud, Chemin de fer Vevey–Chexbres, seit 2025 Teil von Fahrplanfeld 204 |
| 112                   | 12a, 21b           | Vevey–Blonay–Les Pléiades                                                                     | MVR =                            | Transports Montreux–Vevey–Riviera                    | |
| 115                   | 23b                | Blonay–Chamby                                                                                 | MVR                              | Museumsbahn Blonay–Chamby                            | Hauptsaison, Dampfzüge |
| 115.1 (bis 2020)      | 23b                | Blonay–Chamby                                                                                 | MVR                              | Museumsbahn Blonay–Chamby                            | Nebensaison; seither Fahrplanfeld 116; Dampfzüge |
| 116                   | 23b                | Blonay–Chamby                                                                                 | MVR                              | Museumsbahn Blonay–Chamby                            | Nebensaison; seit 2021, vorher Fahrplanfeld 115.1; Dampfzüge |
| 120                   | 23, 48             | Montreux–Château-d’Oex–Gstaad –Zweisimmen–Lenk im Simmental                                   | MOB =                            | Montreux-Berner-Oberland-Bahn                        | |
| 121                   | 23a                | Montreux–Glion–Caux–Rochers-de-Naye                                                           | MVR =                            | Transports Montreux–Vevey–Riviera                    | |
| 124                   | 24a                | Aigle–Le Sépey–Les Diablerets                                                                 | TPC =                            | Transports Publics du Chablais                       | |
| 125                   | 24c                | Aigle–Leysin                                                                                  | TPC =                            | Transports Publics du Chablais                       | |
| 126                   | 24b                | Aigle–Ollon–Monthey–Champéry                                                                  | TPC =                            | Transports Publics du Chablais                       | |
| 127                   | 25a                | Bex–Villars-sur-Ollon–Col-de-Bretaye                                                          | TPC =                            | Transports Publics du Chablais                       | bis 2021 Bex–Villars-sur-Ollon |
| 128 (bis 2021)        | 25a                | Villars-sur-Ollon–Col-de-Bretaye                                                              | TPC =                            | Transports Publics du Chablais                       | seither Teil von Fahrplanfeld 127 |
| 130                   | 25                 | St-Gingolph–Bouveret–Monthey–St-Maurice                                                       | SBB                              | Regionalps                                           | früher Fahrplanfeld 131 |
| 132                   | 26                 | Martigny–Le Châtelard-Frontière–Vallorcine–Chamonix–St-Gervais                                | TMR =                            | Transports de Martigny et Régions                    | |
| 133                   | 26a                | Martigny–Sembrancher–Le Châble (Verbier) und Sembrancher–Orsières                             | TMR                              | Regionalps                                           | Chemin de fer Martigny–Orsières |
| 138                   | (20, 28)           | Brig–Visp                                                                                     | SBB/MGI                          | SBB / Matterhorn-Gotthard-Bahn                       | seit 28. Jan. 2008 |
| 139                   | 28a                | Zermatt–Gornergrat                                                                            | GGB =                            | Gornergratbahn                                       | früher Fahrplanfeld 142 |
| 140                   | 28                 | Brig–Visp–Zermatt                                                                             | MGI                              | Matterhorn-Gotthard-Bahn                             | |
| 141                   | 28b                | Täsch–Zermatt                                                                                 | MGI                              | Matterhorn-Gotthard-Bahn                             | Pendelzüge mit Kofferrolliwagen |
| 142                   | 29                 | Visp–Brig–Fiesch–Oberwald–Andermatt–Göschenen                                                 | MGI                              | Matterhorn-Gotthard-Bahn                             | Furka-Oberalp-Bahn; Fahrplanfeld 142 ursprünglich Zermatt–Gornergrat (neu: Fahrplanfeld 139)                                                                                    |
| 143 (bis 2014)        | 29                 | Andermatt–Oberalppass–Sedrun–Disentis/Mustér                                                  | MGI                              | Matterhorn-Gotthard-Bahn                             | Furka-Oberalp-Bahn, seit 2015 Teil von Fahrplanfeld 920 |
| 144                   | –                  | Zermatt–Brig–Andermatt–Disentis –St. Moritz/Davos Platz                                       | MGI/RhB                          | MGB / RhB                                            | Glacier-Express |
| 145                   | 20                 | Brig–Domodossola                                                                              | SBB                              | SBB                                                  | Simplontunnel |
| 150                   | 10                 | Genève-Aéroport–Genève–Nyon–Morges–Lausanne R 8 R 9                                           | SBB                              | SBB                                                  | RER Vaud, bis 2021 Genève-Aéroport–Lausanne und Lancy-Pont-Rouge–Coppet; Lancy-Pont-Rouge–Coppet seit 2019 Teil des Fahrplanfelds 151                                           |
| 151                   | (4)                | Annemasse–Genève–Coppet L 1 L 2 L 3 L 4                                                       | SBB                              | SBB                                                  | Léman Express, seit 2019, vorher Bellegarde (Ain)–Genève (neu: Fahrplanfeld 152)                                                                                                |
| 152                   | –                  | Bellegarde-sur-Valserine–La Plaine–Genève L 5 L 6                                             | SBB/SNCF                         | SBB                                                  | Léman Express, seit 2019, vorher Genève-Aéroport–Genève (neu: Fahrplanfeld 153)                                                                                                 |
| 153                   | –                  | Genève-Aéroport–Genève                                                                        | SBB                              | SBB                                                  | seit 2019 |
| 155                   | 12                 | Nyon–St-Cergue–La Cure                                                                        | NStCM =                          | Chemin de fer Nyon-Saint-Cergue-Morez                | |
| 156                   | 12b                | Morges–Apples–Bière                                                                           | MBC =                            | Transports de la région Morges–Bière–Cossonay        | Chemin de fer Bière–Apples–Morges, seit 2020; vorher Morges–Apples–Bière/L’Isle                                                                                                 |
| 157                   |                    | Apples–L’Isle                                                                                 | MBC =                            | Transports de la région Morges–Bière–Cossonay        | Chemin de fer Bière–Apples–Morges, seit 2020; vorher Teil von Fahrplanfeld 156                                                                                                  |
| 191                   | –                  | Lausanne–Chavannes-R.–Ecublens VD–Renens VD                                                   | TL =                             | Transports publics de la région Lausannoise          | Linie M1 der Métro Lausanne, seit 2023; vorher Teil von Fahrplanfeld 203 |
| 192                   | –                  | Epalinges–Lausanne-Flon–Lausanne                                                              | TL =                             | Transports publics de la région Lausannoise          | Linie M2 der Métro Lausanne, seit 2023, vorher Teil von Fahrplanfeld 204 |
| Fahrplanfelder 200…   |                    |                                                                                               |                                  |                                                      | |
| 200 (bis 2024)        | 20, 30a            | Lausanne–Le Day–Le Brassus/Vallorbe R 3 R 4                                                   | SBB                              | SBB                                                  | RER Vaud |
| 201                   | 30a                | Cully–Lausanne–Yverdon-les-Bains–Grandson R 1 R 2                                             | SBB                              | SBB                                                  | |
| 202                   | 24                 | Le Brassus/Vallorbe–Le Day–Lausanne–Aigle–St-Maurice R 3 R 4                                  | SBB                              | SBB                                                  | RER Vaud |
| 203                   | –                  | Lausanne – Palézieux – Romont – Fribourg/Freiburg S 40 S 41                                   | SBB                              | SBB                                                  | RER Fribourg/Freiburg, seit 2023 bis 2023 Linie M1 der Métro Lausanne seither Teil vom Fahrplanfeld 191                                                                         |
| 204 (bis 2023)        |                    | Vevey–Puidoux-Palézieux R 7                                                                   | SBB                              | SBB                                                  | bis 2023 Linie M2 der Métro Lausanne seither Teil vom Fahrplanfeld 192 |
| 204 (seit 2023)       | seit 2023 RER Vaud | Vevey–Puidoux-Palézieux R 7                                                                   | SBB                              | SBB                                                  | |
| 205                   |                    | Allaman – Lausanne – Palézieux – Payerne – Murten/Morat R 8 R 9                               | SBB                              | SBB                                                  | RER Vaud, seit 2023 bis 2024 Lausanne – Palézieux – Payerne – Kerzers |
| 206                   |                    | Cully – Lausanne – Cossonay-Penthalaz R 1 – R 4                                               | SBB                              | SBB                                                  | RER Vaud, seit 2023 |
| 210                   | 30, 30a            | Lausanne–Yverdon-les-Bains –Neuchâtel–Biel/Bienne R 1 R 2                                     | SBB                              | SBB                                                  | RER Vaud, Bahnstrecke Lausanne–Biel/Bienne |
| 211                   | 30b                | Orbe–Chavornay                                                                                | Travys =                         | Travys                                               | Chemin de fer Orbe–Chavornay |
| 212                   | 30c                | Ste-Croix–Yverdon-les-Bains                                                                   | Travys =                         | Travys                                               | Chemin de fer Yverdon–Ste-Croix |
| 213                   | 30d                | Neuchâtel–Areuse–Boudry                                                                       | TN                               | Association neuchâteloise des Amis du Tramway (ANAT) | seit 2021 Museumszüge; bis 2013 Linie 5 (neu: Fahrplanfeld 215) |
| 215 (seit 2013)       |                    | Neuchâtel–Areuse–Boudry                                                                       | TN =                             | Transports Régionaux Neuchâtelois                    | Strassenbahn Neuchâtel, vorher Fahrplanfeld 213 |
| 218 (bis ?)           |                    | Travers–Fleurier–Buttes                                                                       | TRN =                            | Transports Régionaux Neuchâtelois                    | Régional du Val-de-Travers, neu: Teil von Fahrpfeld 221 |
| 220 (bis ?)           |                    | Bern–Neuchâtel                                                                                | BLSN                             | BLS AG                                               | heute Fahrplanfeld 305 |
| 221                   | 31b                | Frasne/Buttes–Fleurier–Travers–Neuchâtel                                                      | SBB/TRN =                        | SBB / Transports Régionaux Neuchâtelois              | Régional du Val-de-Travers, Travers–Fleurier–Buttes früher Fahrplanfeld 218 |
| 222                   | 32c                | Les Ponts-de-Martel–La Chaux-de-Fonds                                                         | TRN =                            | Transports Régionaux Neuchâtelois                    | Chemins de fer des Montagnes Neuchâteloises |
| 223                   | 32                 | Col-des-Roches–Le Locle–La Chaux-de-Fonds–Chambrelien–Neuchâtel                               | SBB                              | SBB                                                  | |
| 224                   | 32b                | Les Brenets–Le Locle                                                                          | TRN =                            | Transports Régionaux Neuchâtelois                    | Chemins de fer des Montagnes Neuchâteloises |
| 225                   | 38                 | La Chaux-de-Fonds–St-Imier–Sonceboz–Biel/Bienne                                               | SBB                              | SBB                                                  | |
| 226                   | 39                 | Moutier–Tavannes–Sonceboz–Biel/Bienne                                                         | SBB                              | SBB                                                  | |
| 230                   | 35                 | Biel/Bienne–Moutier–Delémont–Laufen–Basel                                                     | SBB/BLSN                         | SBB                                                  | Jurabahn |
| 231                   | 34                 | Biel/Bienne–Grenchen Nord/Süd                                                                 | SBB/BLSN                         | SBB                                                  | |
| 236                   | 37, 36a            | La Chaux-de-Fonds–Le Noirmont–Saignelégier–Glovelier                                          | CJ =                             | Chemins de fer du Jura                               | |
| 237                   | 37                 | Le Noirmont–Tavannes                                                                          | CJ =                             | Chemins de fer du Jura                               | |
| 238                   | 36b                | Porrentruy–Bonfol                                                                             | CJ =                             | Chemins de fer du Jura                               | |
| 240                   | 36                 | Delle–Boncourt–Porrentruy–Delémont                                                            | SBB                              | SBB                                                  | |
| 249                   | (10)               | Lausanne–Puidoux–Palézieux                                                                    | SBB                              | SBB                                                  | seit 2007 |
| 250                   | 10                 | Lausanne – Romont – Fribourg/Freiburg – Bern S 40 S 41                                        | SBB                              | SBB                                                  | RER Vaud und RER Fribourg, Fahrplanfeld 250 ursprünglich bis Bern (seit S-Bahn Bern Teil von Fahrplanfeld 301)                                                                  |
| 251 (bis 2024)        | 16                 | Lausanne–Palézieux–Payerne R 8 R 9                                                            | SBB                              | SBB                                                  | RER Vaud, Broye longitudinale, seither Teil von Fahrplanfeld 205 |
| 252                   | 17                 | Yverdon–Payerne–Fribourg S 30                                                                 | SBB                              | SBB                                                  | RER Fribourg, Broye transversale |
| 253                   | 14                 | Montbovon–Bulle–Châtel-St-Denis–Palézieux S 50 S 51                                           | TPF =                            | Transports publics Fribourgeois                      | RER Fribourg, seit 2017, vorher Montbovon–Bulle–Broc; Bulle–Palézieux vorher Fahrplanfeld 256                                                                                   |
| 254                   | 13                 | Broc-Chocolaterie–Bulle–Romont                                                                | TPF =                            | Transports publics Fribourgeois                      | bis 2022 Bulle–Romont |
| 255                   | 18                 | Neuchâtel–Ins–Murten–Fribourg/Freiburg S 20 S 21                                              | BLSN/TPF                         | Transports publics Fribourgeois                      | RER Fribourg, seit 2017, vorher Neuchâtel/Kerzers–Murten–Fribourg |
| 256                   | 16b                | Bulle–Broc                                                                                    | TPF =                            | Transports publics Fribourgeois                      | RER Fribourg, seit 2017, vorher Teil des Fahrplanfelds 253; Feld 256 bis 2017 Bulle–Palézieux (neu: Teil von Fahrplanfeld 253)                                                  |
| 260 (vor S-Bahn Bern) | 40                 | Biel/Bienne–Lyss–Bern                                                                         | SBB                              | SBB                                                  | seither Teil von Fahrplanfeld 303 |
| 261 (vor S-Bahn Bern) | 49                 | Biel–Täuffelen–Ins                                                                            | ASm =                            | Aare Seeland mobil                                   | seither Fahrplanfeld 290 |
| 290                   | 49                 | Biel–Täuffelen–Ins                                                                            | ASm =                            | Aare Seeland mobil                                   | Biel-Täuffelen-Ins-Bahn; Fahrplanfeld 290 ursprünglich Thun–Bern (seither Teil von Fahrplanfeld 301)                                                                            |
| 291                   | 16, 50c            | Kerzers–Lyss–Büren an der Aare                                                                | SBB                              | BLS AG                                               | Lyss–Büren an der Aare bis 1994 Teil von Fahrplanfeld 415 |
| 295                   | 46                 | Bern–Muri–Worb Dorf                                                                           | RBS                              | SVB Bernmobil                                        | Tram, vor S-Bahn Bern Bern–Muri–Worb Dorf–Bolligen–Bern (Worb Dorf–Bolligen–Bern seither Fahrplanfeld 307)                                                                      |
| 296 (vor S-Bahn Bern) | 40c                | Bern–Unterzollikofen                                                                          | RBS =                            | Regionalverkehr Bern–Solothurn                       | seither Teil von Fahrplanfeld 309 |
| 297 (vor S-Bahn Bern) | 42                 | Schwarzenburg–Bern                                                                            | BLSN                             | BLS AG                                               | heute Fahrplanfeld 306 |
| 298 (vor S-Bahn Bern) |                    | Bern–Belp–Thun                                                                                | BLSN                             | BLS AG                                               | seither Teil von Fahrplanfeld 303 |
| 299                   | (40a, 40b)         | Bern Europaplatz–Bern–Bern Wankdorf                                                           | SBB/BLSN                         | BLS AG                                               | seit S-Bahn Bern |
| Fahrplanfelder 300…   |                    |                                                                                               |                                  |                                                      | |
| 300                   | (40)               | Bern–Thun–Spiez–Visp–Brig                                                                     | SBB/BLSN                         | SBB / BLS AG                                         | seit 2007 durch Lötschberg-Basistunnel (Lötschberg-Bergstrecke seither Fahrplanfeld 330)                                                                                        |
| 301                   | (10, 40)           | Fribourg–Bern–Münsingen–Thun S 1 S 2                                                          | SBB                              | SBB / BLS AG                                         | seit S-Bahn Bern bis 2008 Fribourg/Laupen–Bern–Münsingen–Thun, vorher Teil der Fahrplanfelder 250 und 290; seit 2008 aufgeteilt auf Fahrplanfelder 301 und 302                  |
| 302                   | (10, 40)           | Laupen–Bern–Langnau S 2                                                                       | SBB                              | SBB / BLS AG                                         | S-Bahn Bern, seit 2008 Teil aus Fahrplanfeld 301;vorher Schwarzenburg–Bern–Langnau                                                                                              |
| 303                   | 40                 | Biel/Bienne–Lyss–Bern–Belp–Thun S 3 S 31 S 4 S 44                                             | SBB/BLSN                         | SBB / BLS AG                                         | seit S-Bahn Bern, vorher Fahrplanfelder 260 und 298 |
| 304 (seit 2020)       |                    | Bern–Burgdorf–Langnau/Sumiswald-Grünen S 4 S 44                                               | SBB/BLSN                         | BLS AG                                               | S-Bahn Bern, Emmentalbahn; vorher Fahrplanfeld 304.2 |
| 304.1 (bis 2020)      |                    | Bern–Burgdorf–Solothurn S 4 S 44                                                              | SBB/BLSN                         | BLS AG                                               | seit S-Bahn Bern bis 2020, vorher Teil der Fahrplanfelder 440 und 450; seit 2020 Fahrplanfeld 344                                                                               |
| 304.2 (bis 2020)      |                    | Bern–Burgdorf–Ramsei–Langnau/Sumiswald-Grünen S 4 S 44                                        | SBB/BLSN                         | BLS AG                                               | seit S-Bahn Bern bis 2020, vorher Teil der Fahrplanfelder 441, 444 und 450; seit 2020 Fahrplanfeld 304                                                                          |
| 305                   |                    | Neuchâtel–Ins–Kerzers–Bern S 5 S 51 S 52                                                      | SBB/BLSN                         | BLS AG                                               | S-Bahn Bern, 2008–2021 Neuchâtel/Payerne–Kerzers–Bern; bis 2017 Fahrplanfeld 255, ursprünglich Feld 220; Payerne–Bern seit 2021 Fahrplanfeld 355                                |
| 306                   | (42)               | Schwarzenburg–Bern S 6                                                                        | BLSN/SBB                         | BLS AG                                               | S-Bahn Bern, seit 2008, vorher Fahrplanfeld 302, ursprünglich Fahrplanfeld 297                                                                                                  |
| 307                   | 45                 | Bern–Bolligen–Worb Dorf S 7                                                                   | RBS =                            | Regionalverkehr Bern–Solothurn                       | seit S-Bahn Bern, vorher Teil von Fahrplanfeld 295 |
| 308                   | 52                 | Solothurn–Bern S 8                                                                            | RBS =                            | Regionalverkehr Bern–Solothurn                       | seit S-Bahn Bern, vorher Fahrplanfeld 420 |
| 309                   | 40c                | Bern–Unterzollikofen S 9                                                                      | RBS =                            | Regionalverkehr Bern–Solothurn                       | seit S-Bahn Bern, vorher Fahrplanfeld 296 |
| 310                   | 40                 | Bern–Thun–Spiez–Interlaken                                                                    | SBB/BLSN                         | SBB / BLS AG                                         | |
| 311                   | 41                 | Interlaken–Lauterbrunnen–Wengen–Kleine Scheidegg–Jungfraujoch                                 | BOB/WAB/JB =                     | BOB / WAB / JB                                       | |
| 312                   | 41                 | Interlaken–Grindelwald–Kleine Scheidegg–Jungfraujoch                                          | BOB/WAB/JB =                     | BOB / WAB / JB                                       | |
| 313                   | 41a                | Grütschalp–Mürren                                                                             | BLM =                            | Bergbahn Lauterbrunnen–Mürren                        | |
| 314                   | 41b                | Wilderswil–Schynige Platte                                                                    | BOB =                            | BOB                                                  | Schynige Platte-Bahn |
| 320                   | 47                 | Spiez–Zweisimmen                                                                              | BLSN                             | BLS AG                                               | |
| 330 (seit 2020)       | (40)               | Spiez–Lötschberg–Brig                                                                         | BLSN                             | BLS AG                                               | Lötschberg-Bergstrecke, bis 2007 Fahrplanfeld 300 |
| 340                   | 55                 | Burgdorf–Konolfingen–Thun                                                                     | BLSN                             | BLS AG                                               | Burgdorf-Thun-Bahn; seit S-Bahn Bern, vorher Fahrplanfeld 442 |
| 344 (seit 2020)       |                    | Bern–Burgdorf–Solothurn S 4 S 44                                                              | SBB/BLSN                         | BLS AG                                               | S-Bahn Bern, Emmentalbahn; vorher Fahrplanfeld 304.1 |
| 355 (seit 2021)       |                    | Payerne–Murten/Morat–Kerzers–Bern S 5 S 51 S 52                                               | SBB/BLSN                         | BLS AG                                               | S-Bahn Bern, Broye longitudinale; bis 2021 Teil von Fahrplanfeld 305 |
| Fahrplanfelder 400…   |                    |                                                                                               |                                  |                                                      | |
| 410                   | 51                 | Olten–Solothurn–Biel/Bienne                                                                   | SBB                              | SBB                                                  | Bahnstrecken Olten–Solothurn und Solothurn–Biel/Bienne |
| 411                   | 54                 | Moutier–Solothurn                                                                             | BLSN                             | SBB                                                  | Solothurn-Münster-Bahn |
| 412                   | 53                 | Balsthal–Oensingen                                                                            | OeBB                             | SBB                                                  | |
| 413                   | 51a                | Solothurn–Oensingen/Langenthal                                                                | ASm =                            | Aare Seeland mobil                                   | Solothurn-Niederbipp-Bahn |
| 414                   | 51a                | Langenthal–St. Urban Ziegelei                                                                 | ASm =                            | Aare Seeland mobil                                   | |
| 415 (bis 1994)        | 50c                | Lyss–Büren an der Aare (–Solothurn)                                                           | SBB                              | SBB                                                  | seither Teil von Fahrplanfeld 291 |
| 420 (vor S-Bahn Bern) | 52                 | Solothurn–Bern                                                                                | RBS =                            | Regionalverkehr Bern–Solothurn                       | seit S-Bahn Bern Fahrplanfeld 308 |
| 440                   | 56                 | Langnau/Langenthal–Wolhusen–Luzern                                                            | SBB/BLSN                         | BLS AG                                               | Huttwil-Wolhusen-Bahn; seit S-Bahn Bern, vorher Fahrplanfeld 445, Fahrplanfeld 440 ursprünglich Thun–Bern (seither Teil von Fahrplanfeld 304.1)                                 |
| 441 (vor S-Bahn Bern) |                    | Burgdorf–Ramsei–Langnau                                                                       | BLSN                             | BLS AG                                               | seither Teil des Fahrplanfelds 304.2 |
| 442 (vor S-Bahn Bern) | 55                 | Burgdorf–Konolfingen–Thun                                                                     | BLSN                             | BLS AG                                               | seither Fahrplanfeld 340 |
| 444 (vor S-Bahn Bern) |                    | Ramsei–Sumiswald-Grünen                                                                       | BLSN                             | BLS AG                                               | seither Teil des Fahrplanfelds 304.2, Abschnitt Sumiswald-Grünen–Huttwil Museumsbetrieb                                                                                         |
| 445 (vor S-Bahn Bern) | 56                 | Langenthal–Wolhusen                                                                           | BLSN                             | BLS AG                                               | seither Fahrplanfeld 440 |
| 448 (seit 2021)       |                    | Huttwil–Sumiswald-Grünen–Wasen i. E.                                                          | ETB                              | Genossenschaft Museumsbahn Emmental                  | Museumsbahn |
| 450                   | 50                 | Bern–Olten                                                                                    | SBB                              | SBB                                                  | Bahnstrecke Olten–Bern und NBS Mattstetten–Rothrist |
| 455                   | –                  | Bern–Luzern                                                                                   | SBB                              | SBB                                                  | via Zofingen |
| 460                   | 58                 | Bern–Langnau–Luzern                                                                           | SBB                              | BLS AG                                               | |
| 470                   | 61                 | Luzern–Brünig–Interlaken                                                                      | ZB =                             | Zentralbahn                                          | Brünigbahn |
| 471                   | 61, 47, 23         | Luzern–Interlaken–Zweisimmen–Montreux                                                         | ZB/BLSN/MOB                      |                                                      | Golden-Pass |
| 472                   | 63                 | Luzern–Hergiswil                                                                              | ZB =                             | Zentralbahn                                          | |
| 473                   | 75a                | Alpnachstad–Pilatus                                                                           | PB =                             | Pilatusbahn                                          | |
| 474                   | 63a                | Meiringen–Innertkirchen                                                                       | ZB =                             | Zentralbahn                                          | Meiringen-Innertkirchen-Bahn |
| 475 (bis 2020)        | 75                 | Brienz–Rothorn                                                                                | BRB =                            | Brienz-Rothorn-Bahn                                  | seither Fahrplanfelder 476 und 476.1 |
| 476                   | 75                 | Brienz–Rothorn                                                                                | BRB =                            | Brienz-Rothorn-Bahn                                  | Sommersaison, seit 2020; vorher Fahrplanfeld 475 |
| 476.1                 | 75                 | Brienz–Planalp                                                                                | BRB =                            | Brienz-Rothorn-Bahn                                  | Vorsaison, seit 2020; vorher Fahrplanfeld 475 |
| 480                   | 62                 | Luzern–Stans–Engelberg                                                                        | ZB =                             | Zentralbahn                                          | Luzern-Stans-Engelberg-Bahn |
| 498                   |                    | Basel SBB–Saint-Louis (Haut-Rhin)                                                             | SNCF Réseau                      | SNCF                                                 | |
| 499                   |                    | Basel SBB–Basel Bad Bf                                                                        | SBB/DB Netz                      | SBB / Deutsche Bahn                                  | Basler Verbindungsbahn, früher Fahrplanfeld 520 |
| Fahrplanfelder 500…   |                    |                                                                                               |                                  |                                                      | |
| 500                   | 60                 | Basel–Olten                                                                                   | SBB                              | SBB                                                  | Hauensteinlinie |
| 501                   |                    | Basel SBB–Lörrach Hbf–Zell (Wiesental) S 6 und Weil am Rhein–Lörrach Hbf–Zell (Wiesental) S 5 | SBB/DB Netz                      | SBB                                                  | S-Bahn Basel |
| 502                   | 60c                | Waldenburg–Liestal 19                                                                         | BLT =                            | Baselland Transport AG                               | B-Bahn Basel, Waldenburgerbahn |
| 503                   | 60b                | Sissach–Läufelfingen–Olten                                                                    | SBB                              | SBB                                                  | alte Hauensteinlinie |
| 505 (bis 2020)        | 64, 65             | Dornach–Basel Bahnhof SBB–Rodersdorf 10                                                       | BLT/BVB                          | Baselland Transport AG                               | Birseckbahn/Birsigtalbahn |
| 506 (bis 2020)        | 64                 | Ettingen–Oberwil–Basel Wiesenplatz 17                                                         | BLT/BVB                          | Baselland Transport AG                               | Birsigtalbahn |
| 507 (bis 2020)        | 64a                | Aesch–Basel Bahnhof SBB–St-Louis Grenze 10                                                    | BLT/BVB                          | Baselland Transport AG                               | Trambahn Basel-Aesch; neu Teil von Fahrplanfeld 50.011 |
| 508 (bis 2019)        | 64                 | Reinach Süd–Denkmal–Basel Theater E10                                                         | BLT/BVB                          | Baselland Transport AG                               | Trambahn Basel-Aesch; neu Teil von Fahrplanfeld 50.012 |
| 510                   | 60                 | Olten–Luzern                                                                                  | SBB                              | SBB                                                  | |
| 514                   | 60e, 60d           | Zofingen–Suhr–Lenzburg                                                                        | SBB                              | SBB                                                  | |
| 520 (bis ?)           |                    | Basel SBB–Basel Bad Bf                                                                        | SBB/DB Netz                      | SBB / Deutsche Bahn                                  | neu: Fahrplanfeld 499 |
| 550                   |                    | Bern–Zürich HB                                                                                | SBB                              | SBB                                                  | seit Fahrplanjahr 2020; bis ? Aarau–Brugg, seither Teil von Fahrplanfeld 650 |
| Fahrplanfelder 600…   |                    |                                                                                               |                                  |                                                      | |
| 600                   | 70 (124, 81, 70)   | Basel/Zürich–Arth-Goldau–(Gotthard-Basistunnel)–Bellinzona–Milano                             | SBB                              | SBB                                                  | Gotthardbahn, früher Fahrplanfelder 601, 602 und 665 |
| 601                   |                    | Luzern–Küssnacht am Rigi–Arth-Goldau–Göschenen und Baar Lindenpark–Zug–Arth-Goldau–Göschenen  | SBB                              | SBB                                                  | seit Fahrplanjahr 2020; bis ? Immensee–Gotthard–Chiasso (neu: Teil von Fahrplanfeld 600)                                                                                        |
| 602                   | 75c                | Arth-Goldau–Rigi                                                                              | RB =                             | Rigi-Bahnen                                          | Arth-Rigi-Bahn, früher Fahrplanfeld 604; Fahrfeld 602 ursprünglich Luzern–Immensee (neu: Teil von Fahrplanfeld 601)                                                             |
| 603                   | 75b                | Vitznau–Rigi                                                                                  | RB =                             | Rigi-Bahnen                                          | Vitznau-Rigi-Bahn |
| 604 (bis ?)           | 75c                | Arth-Goldau–Rigi                                                                              | RB =                             | Rigi-Bahnen                                          | neu: Fahrplanfeld 602 |
| 610 (bis 2003)        | 29                 | Brig–Fiesch–Oberwald–Andermatt–Göschenen                                                      | MGI                              | Matterhorn-Gotthard-Bahn                             | Furka-Oberalp-Bahn, neu: Fahrplanfeld 142 |
| 611 (bis 2003)        | –                  | Glacier-Express Zermatt–Brig–Andermatt–Disentis–St. Moritz/Davos Platz                        | MGI/RhB                          | MGB / RhB                                            | Glacier-Express, neu: Fahrplanfeld 144 |
| 612 (bis 2003)        | 29                 | Andermatt–Oberalppass–Sedrun–Disentis/Mustér                                                  | MGI                              | Matterhorn-Gotthard-Bahn                             | Furka-Oberalp-Bahn, neu: Fahrplanfeld 143 |
| 615                   | –                  | Realp DFB–Furka–Gletsch–Oberwald                                                              | DFB =                            | Dampfbahn Furka-Bergstrecke                          | |
| 620                   | 74                 | Locarno–Domodossola                                                                           | FART/SSIF =                      | FART / SSIF                                          | Centovallibahn |
| 630                   |                    | Como–Chiasso–Mendrisio–Varese und Bellinzona–Mendrisio–Varese–Malpensa Aeroporto S 40 S 50    | SBB/RFI                          | TILO                                                 | S-Bahn Tessin |
| 631                   | 70                 | Göschenen–Airolo–Bellinzona–Chiasso–Milano S 10 S 90 RE 80                                    | SBB                              | TILO                                                 | S-Bahn Tessin |
| 632                   | 70c                | Castione–Bellinzona–Locarno S 20 und Lugano–Locarno RE 80                                     | SBB                              | TILO                                                 | S-Bahn Tessin |
| 633                   | 70d                | Cadenazzo–Luino–Gallarate S 30                                                                | SBB/RFI                          | TILO                                                 | S-Bahn Tessin |
| 635                   | 73                 | Lugano–Ponte Tresa S 60                                                                       | FLP =                            | Ferrovia Lugano-Ponte Tresa                          | S-Bahn Tessin |
| 636                   | 73a                | Capolago–Generoso                                                                             | MG =                             | Monte Generoso-Bahn                                  | |
| 641 (bis 2010)        | 60d                | Aarau–Lenzburg–Othmarsingen                                                                   | SBB                              | SBB                                                  | seit Fahrplanjahr 2011 Feld 653 |
| 643                   | 67                 | Aarau–Schöftland                                                                              | AVA =                            | Aargau Verkehr                                       | Suhrentalbahn |
| 644                   | 66                 | Aarau–Menziken                                                                                | AVA =                            | Aargau Verkehr                                       | Wynentalbahn |
| 650                   | 50                 | Olten–Brugg–Baden–Zürich und Olten–Aarau–Lenzburg–Zürich                                      | SBB                              | SBB                                                  | Aarau–Brugg früher Fahrplanfeld 550 |
| 650.1 (bis 2020)      | 50                 | Olten–Lenzburg–Zürich                                                                         | SBB                              | SBB                                                  | neu: Fahrplanfeld 651 |
| 651                   | 50                 | Olten–Lenzburg–Zürich                                                                         | SBB                              | SBB                                                  | Heitersberglinie, seit Fahrplanjahr 2021 vorher Fahrplanfeld 650.1; bis 2020 Lenzburg–Luzern, seither Fahrplanfeld 655                                                          |
| 652                   | 85                 | Aargauische Südbahn, Brugg–Othmarsingen–Lenzburg/Muri AG                                      | SBB                              | SBB                                                  | 1987 noch Beinwil–Beromünster |
| 653                   | 84                 | Aarau–Lenzburg/Othmarsingen–Wohlen–Rotkreuz–Arth-Goldau                                       | SBB                              | SBB                                                  | Aargauische Südbahn, Aarau–Lenzburg–Othmarsingen bis Fahrplanjahr 2010 Feld 641                                                                                                 |
| 654                   | 83                 | Wohlen–Bremgarten–Dietikon                                                                    | AVA =                            | Aargau Verkehr                                       | Bremgarten-Dietikon-Bahn, Bremgarten–Wohlen: Eigentum SBB, früher Fahrplanfeld 655                                                                                              |
| 655                   | 88                 | Lenzburg–Luzern                                                                               | SBB                              | SBB                                                  | Seetalbahn seit Fahrplanjahr 2021, vorher Fahrplanfeld 651; früher (bis ?) Wohlen–Bremgarten–Dietikon, neu: Fahrplanfeld 654                                                    |
| 660                   | 81                 | Zürich–Zug–Luzern                                                                             | SBB                              | SBB                                                  | |
| 665 (bis ?)           | 83                 | Zug–Arth-Goldau                                                                               | SBB                              | SBB                                                  | neu: Teil von Fahrplanfeld 600 |
| 670                   | 76                 | Rapperswil–Pfäffikon SZ–Arth-Goldau                                                           | SOB =                            | Schweizerische Südostbahn                            | Voralpen-Express |
| 671                   | 76                 | Rapperswil–Pfäffikon SZ                                                                       | SOB                              | Schweizerische Südostbahn / SBB                      | |
| 672                   | 77                 | Wädenswil–Einsiedeln                                                                          | SOB                              | Schweizerische Südostbahn / SBB                      | |
| Fahrplanfelder 700…   |                    |                                                                                               |                                  |                                                      | |
| 700                   | 80                 | Basel SBB–Frick–Brugg AG–Zürich HB                                                            | SBB                              | SBB                                                  | Bözberglinie |
| 700                   | 108                | Basel SBB–Stein-Säckingen–Laufenburg                                                          | SBB                              | SBB                                                  | Säckingen–Laufenburg (–Koblenz) früher Teil von Fahrplanfeld 706 |
| 701                   | 108b               | Baden–Koblenz–Waldshut/Zurzach                                                                | SBB/DB Netz                      | SBB / Thurbo                                         | |
| 703                   | 118a               | Baden–Regensdorf-Watt–Zürich                                                                  | SBB                              | SBB                                                  | früher Fahrplanfeld 755 |
| 705 (bis ?)           | 108                | Winterthur–Bülach                                                                             | SBB                              | SBB / Thurbo                                         | neu: Teil von Fahrplanfeld 761 |
| 706 (bis ?)           | 108                | Stein-Säckingen–Zurzach–Koblenz–Eglisau                                                       | SBB                              | SBB / Thurbo                                         | neu: Teil von Fahrplanfeldern 700 und 761 |
| 710                   | 50                 | Brugg AG–Zürich                                                                               | SBB                              | SBB                                                  | |
| 711                   | 86                 | Zürich–Affoltern am Albis–Zug                                                                 | SBB                              | SBB                                                  | |
| 712                   | 120b               | Zürich HB–Adliswil–Sihlbrugg                                                                  | SZU =                            | Sihltal-Zürich-Uetliberg-Bahn                        | Sihltalbahn, seit 2006 nur noch bis Sihlwald |
| 713                   | 120c               | Zürich HB–Uetliberg                                                                           | SZU =                            | Sihltal-Zürich-Uetliberg-Bahn                        | Uetlibergbahn |
| 714                   | 124                | Zürich Wiedikon–Sihlbrugg                                                                     | SZU                              | Zürcher Museumsbahn (ZMB)                            | Dampfzüge, Güterverbindungsbahn Wiedikon-Giesshübel |
| 720                   | 124, 90            | Zürich–Thalwil–Ziegelbrücke                                                                   | SBB                              | SBB                                                  | Linksufrige Zürichseebahn, früher Fahrplanfeld 721 |
| 720                   | 81                 | Zürich–Thalwil–Zug                                                                            | SBB                              | SBB                                                  | |
| 721 (bis ?)           | 124, 90            | Zürich–Thalwil–Ziegelbrücke                                                                   | SBB                              | SBB                                                  | neu: Teil von Fahrplanfeld 720 |
| 730                   | 120                | Zürich–Meilen–Rapperswil                                                                      | SBB                              | SBB                                                  | Rechtsufrige Zürichseebahn, früher Fahrplanfeld 735 |
| 731                   | 119                | Zürich Stadelhofen–Forch–Esslingen                                                            | FB =                             | Forchbahn                                            | |
| 732                   | 120d               | Zürich Römerhof–Dolder                                                                        | DBZ =                            | Dolderbahn                                           | |
| 735                   | 111                | Rapperswil–Ziegelbrücke                                                                       | SBB                              | SBB                                                  | früher Teil von Fahrplanfeld 736, Fahrplanfeld 735 früher Zürich–Meilen–Rapperswil                                                                                              |
| 736                   | 120a               | Ziegelbrücke–Linthal                                                                          | SBB                              | SBB                                                  | früher Rapperswil–Ziegelbrücke–Linthal |
| 740                   | (116, 118)         | Zürich–Uster–Wetzikon–Hinwil                                                                  | SBB                              | SBB                                                  | Wetzikon–Hinwil früher Teil von Fahrplanfeld 757 |
| 740                   | 116                | Zürich–Uster–Wetzikon–Rapperswil–Pfäffikon SZ                                                 | SBB/SOB                          | SBB                                                  | Glatthalbahn |
| 742                   | –                  | Bauma–Hinwil                                                                                  | DVZO/SBB                         | Dampfbahn-Verein Zürcher Oberland                    | Uerikon-Bauma-Bahn |
| 749                   | 123                | Zürich HB–Wallisellen                                                                         | SBB                              | SBB                                                  | bis 2021 Fahrplanfeld 751 |
| 750                   | 123                | Zürich–Winterthur (via Wallisellen/Stadelhofen)                                               | SBB                              | SBB                                                  | bis 2021 Zürich–Winterthur |
| 751                   | 123                | Zürich HB–Winterthur (via Flughafen/Kloten)                                                   | SBB                              | SBB                                                  | bis 2021 Zürich HB–Wallisellen |
| 752                   | 123                | Zürich HB–Zürich Flughafen                                                                    | SBB                              | SBB                                                  | |
| 753                   | 118                | Effretikon–Wetzikon                                                                           | SBB                              | SBB                                                  | früher Teil von Fahrplanfeld 757 |
| 754                   | 117                | Winterthur–Bauma–Rüti ZH–Rapperswil–Pfäffikon SZ                                              | SBB/SOB                          | SBB                                                  | Winterthur-Grüze–Rüti ZH: Tösstalbahn |
| 755 (bis ?)           | 118a               | Wettingen–Otelfingen-Zürich Oerlikon-Effretikon                                               | SBB                              | SBB                                                  | Wettingen–Oerlikon neu: Teil von Fahrplanfeld 703 |
| 757 (bis ?)           |                    | Effretikon–Wetzikon–Hinwil                                                                    | SBB                              | SBB                                                  | neu: Fahrplanfeld 753 und Teil von Fahrplanfeld 740 |
| 760                   | 107b               | Niederweningen–Oberglatt–Zürich                                                               | SBB                              | SBB                                                  | Wehntalbahn, früher Fahrplanfeld 761 |
| 760                   | 107                | Schaffhausen–Bülach–Zürich                                                                    | SBB                              | SBB / Thurbo                                         | |
| 761                   | 108                | Waldshut–Koblenz–Zurzach–Bülach–Winterthur                                                    | SBB                              | SBB / Thurbo                                         | Winterthur–Bülach früher Fahrplanfeld 705, Koblenz–Eglisau früher Teil von Fahrplanfeld 706; Fahrplanfeld 761 früher Oberglatt–Niederweningen (heute Teil von Fahrplanfeld 760) |
| 762                   | 108a               | Schaffhausen–Winterthur                                                                       | SBB                              | SBB / Thurbo                                         | Rheinfallbahn |
| 763                   | 108c               | Erzingen–Schaffhausen–Singen (Hohentwiel)                                                     | DB Netz                          | Deutsche Bahn / Thurbo                               | Hochrheinbahn |
| Fahrplanfelder 800…   |                    |                                                                                               |                                  |                                                      | |
| 800                   |                    | S-Bahn Zürich                                                                                 | SBB / SOB / SZU / AVA / FB / VBZ | SBB / Thurbo / SOB / SZU / AVA / FB                  | unterteilt auf die einzelnen S-Bahn-Linien |
| 801                   |                    | Zürich Oerlikon–Zürich HB–Stettbach–Zürich Tiefenbrunnen–Zürich Wollishofen                   | SBB                              | SBB                                                  | Innenstädtische SBB-Verbindungen Zürich |
| 820                   | 109                | Schaffhausen–Kreuzlingen–Romanshorn                                                           | SBB                              | Thurbo                                               | Seelinie |
| 821                   | 102                | Stein am Rhein–Winterthur                                                                     | SBB                              | SBB                                                  | |
| 830                   | (106)              | Konstanz–Weinfelden                                                                           | Thurbo                           | Thurbo / SBB                                         | Mittelthurgaubahn, bis 2006: Engen–Singen–Konstanz–Weinfelden (Seehas), ursprünglich Konstanz–Weinfelden–Wil                                                                    |
| 831 (bis 2006)        | –                  | Radolfzell–Stockach                                                                           | DB Netz                          | SBB GmbH                                             | Seehäsle |
| 835                   | 106                | Weinfelden–Wil                                                                                | Thurbo                           | Thurbo                                               | Mittelthurgaubahn, früher Teil von Fahrplanfeld 830; Fahrplanfeld 835 früher Frauenfeld–Wil (heute Fahrplanfeld 841)                                                            |
| 840                   | 110                | Winterthur–Frauenfeld–Romanshorn                                                              | SBB                              | SBB / Thurbo                                         | |
| 841                   | 103                | Frauenfeld–Wil                                                                                | AB =                             | Appenzeller Bahnen                                   | Frauenfeld-Wil-Bahn (FWB), früher Fahrplanfeld 835 |
| 845                   | 109                | Romanshorn–Rorschach                                                                          | SBB                              | Thurbo                                               | Teil der Seelinie |
| 850                   | 100                | Winterthur–St. Gallen                                                                         | SBB                              | SBB / Thurbo                                         | Sankt Gallisch-Appenzellische Eisenbahn |
| 852                   | 104                | Weinfelden–St. Gallen                                                                         | SBB                              | Thurbo                                               | Bischofszellerbahn |
| 853                   | 105                | Wil–Nesslau-Neu St. Johann                                                                    | SBB/SOB                          | SBB / Schweizerische Südostbahn / Thurbo             | Bodensee-Toggenburg-Bahn, früher Fahrplanfeld 872 |
| 854                   | 115                | Gossau SG–Herisau–Appenzell–Wasserauen                                                        | AB =                             | Appenzeller Bahnen                                   | Appenzeller Bahn, Säntis-Bahn |
| 855                   | 113                | Appenzell–St. Gallen–Trogen                                                                   | AB =                             | Appenzeller Bahnen                                   | St. Gallen-Gais-Appenzell-Bahn |
| 856                   | 114                | Gais–Altstätten Stadt                                                                         | AB =                             | Appenzeller Bahnen                                   | Altstätten-Gais-Bahn |
| 857                   | 115b               | Rorschach–Heiden                                                                              | AB =                             | Appenzeller Bahnen                                   | Rorschach-Heiden-Bergbahn |
| 858                   | 115c               | Rheineck–Walzenhausen                                                                         | AB =                             | Appenzeller Bahnen                                   | Bergbahn Rheineck–Walzenhausen |
| 859 (bis 2018)        | 115a               | St. Gallen–Speicher–Trogen                                                                    | AB =                             | Appenzeller Bahnen                                   | Trogenerbahn, ab 2019 Fahrplanfeld 855 |
| 870                   | 111                | St. Gallen–Wattwil–Rapperswil                                                                 | SOB/SBB                          | Schweizerische Südostbahn / SBB / Thurbo             | Bodensee-Toggenburg-Bahn, Rickenbahn, Voralpen-Express |
| 871                   | 111                | Romanshorn–St. Gallen                                                                         | SOB                              | Thurbo                                               | Bodensee-Toggenburg-Bahn |
| 872 (bis ?)           | 105                | Wil–Nesslau-Neu St. Johann                                                                    | SBB/SOB                          | SBB / Schweizerische Südostbahn / Thurbo             | neu: Fahrplanfeld 853 |
| 880                   | 110                | St. Gallen–Rorschach–Buchs SG–Sargans                                                         | SBB                              | SBB / Thurbo                                         | |
| 881                   | –                  | Wil/Herisau–St. Gallen–Altstätten                                                             | SBB/SOB                          | SBB / Thurbo                                         | seit S-Bahn St. Gallen |
| Fahrplanfelder 900…   |                    |                                                                                               |                                  |                                                      | |
| 900                   | 90                 | Zürich HB–Ziegelbrücke–Sargans–Chur                                                           | SBB                              | SBB                                                  | Walenseelinie |
| 905                   | 110a               | Sargans–Chur                                                                                  | SBB                              | SBB                                                  | |
| 910                   | 92                 | Chur–Landquart–Davos                                                                          | RhB =                            | Rhätische Bahn                                       | Davoserlinie |
| 910                   | –                  | Chur–Landquart–Vereina–Scuol-Tarasp                                                           | RhB =                            | Rhätische Bahn                                       | Vereinalinie |
| 915                   | 92                 | Davos–Filisur                                                                                 | RhB =                            | Rhätische Bahn                                       | |
| 920                   | 93                 | Chur–Disentis/Mustér–Andermatt                                                                | RhB = / MGB =                    | Rhätische Bahn/Matterhorn-Gotthard-Bahn              | Oberländer- oder Surselvalinie, Oberalpbahn |
| 930                   | 90a                | Chur–Arosa                                                                                    | RhB =                            | Rhätische Bahn                                       | Arosabahn |
| 940                   | 91                 | Chur–Thusis–St. Moritz                                                                        | RhB =                            | Rhätische Bahn                                       | Albulalinie |
| 941                   | 92, 90c            | Schiers–Landquart–Chur–Thusis                                                                 | RhB =                            | Rhätische Bahn                                       | |
| 950                   | 85                 | St. Moritz–Pontresina–Tirano                                                                  | RhB =                            | Rhätische Bahn                                       | Berninabahn |
| 960                   | 90b, 94            | Pontresina–Samedan–Scuol-Tarasp                                                               | RhB =                            | Rhätische Bahn                                       | Engadinerlinie |
| 960                   | 90d                | St. Moritz–Samedan                                                                            | RhB =                            | Rhätische Bahn                                       | |
| Eingestellte Linien   |                    |                                                                                               |                                  |                                                      | |
| (415)                 | 50c                | Büren an der Aare–Solothurn                                                                   | SBB                              | SBB                                                  | Reststück Lyss–Büren an der Aare seither Teil von Fahrplanfeld 291 |
| (415)                 | 50c                | Solothurn–Herzogenbuchsee                                                                     | SBB                              | SBB                                                  | Strecke teilweise in Schnellfahrstrecke integriert, Rest abgebrochen |
| (443)                 |                    | Sumiswald-Grünen–Wasen                                                                        | ETB =                            | Emmentalbahn GmbH                                    | früher BLS, seit 2014 im Besitz der Emmentalbahn GmbH |
| –                     | 97                 | Sursee–Triengen                                                                               | ST =                             | Sursee-Triengen-Bahn                                 | noch Güterverkehr und Dampfzüge auf Bestellung |
| –                     | 133c               | Locarno–Ponte Brolla–Bignasco                                                                 | FART =                           | Ferrovie autolinee regionali ticinesi                | Maggiatalbahn, Strecke ab Ponte Brolla abgebrochen |
| (645)                 |                    | Lenzburg–Wettingen                                                                            | SBB                              | SBB                                                  | Ausweichstrecke für Heitersbergtunnel |
| (652)                 | 83                 | Wohlen–Fahrwangen                                                                             | WMB =                            | Wohlen-Meisterschwanden-Bahn                         | bis Villmergen Güterverkehr, Rest abgebrochen |
| –                     | 152                | Wetzikon–Meilen                                                                               | WMB =                            | Wetzikon-Meilen-Bahn                                 | Strecke abgebrochen |
| –                     | 150a               | Uster–Oetwil                                                                                  | UOeB =                           | Uster-Oetwil-Bahn                                    | Strecke abgebrochen |